# Plenîkiv, Peremîșleanî
Plenîkiv (în ucraineană Плеників) este un sat în comuna Vîșnivciîk din raionul Peremîșleanî, regiunea Liov, Ucraina.

## Demografie
Componența lingvistică a localității Plenîkiv
     Ucraineană (100%)
Conform recensământului din 2001, toată populația localității Plenîkiv era vorbitoare de ucraineană (100%).